# دوري بوتان الوطني لكرة القدم 2013
دوري بوتان الوطني لكرة القدم 2013 هو الموسم 29 من دوري بوتان الوطني لكرة القدم. أقيم خلال الفترة 14 سبتمبر 2013 وحتى 23 نوفمبر 2013، وأشرف على تنظيمه اتحاد بوتان لكرة القدم، وكان عدد الأندية المشاركة فيه 6، وفاز فيه Ugyen Academy FC ‏.